# Chemisches und Veterinäruntersuchungsamt Ostwestfalen-Lippe

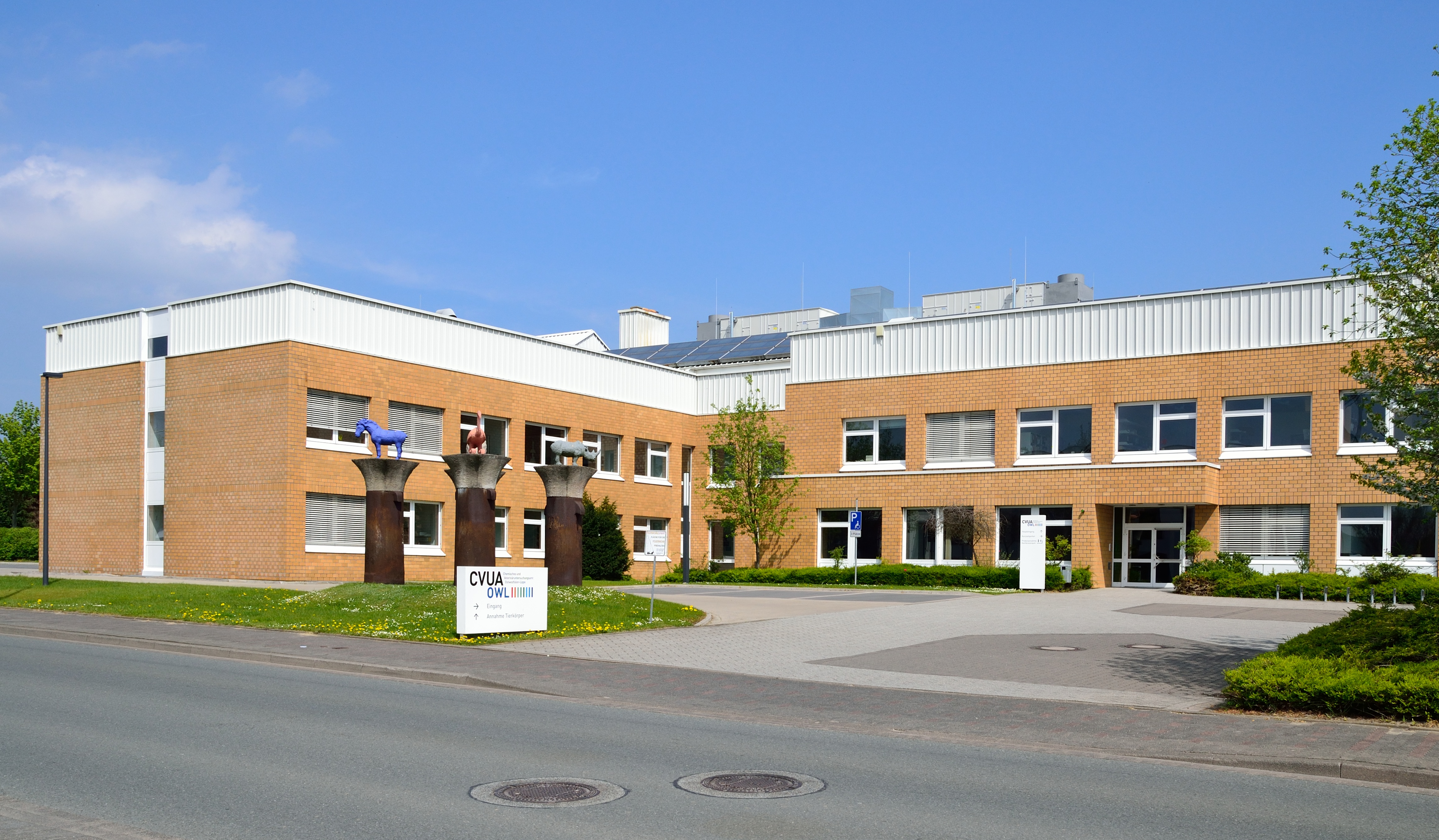
Altbau des CVUA OWL, ehemals Staatliches Veterinäruntersuchungsamt Detmold

Das Chemische und Veterinäruntersuchungsamt Ostwestfalen-Lippe (CVUA OWL) ist eine Anstalt öffentlichen Rechts. Aufgabe des CVUA OWL ist die Untersuchung und Begutachtung von Proben aus den Bereichen der Lebensmittel- und Veterinärüberwachung sowie Bedarfsgegenständen. Jährlich werden ca. 400.000 Proben aus den Bereichen gesundheitlicher Verbraucherschutz, Tiergesundheit und Umweltschutz untersucht. Die Anzahl der Proben wird vom Landesamt für Natur, Umwelt und Verbraucherschutz Nordrhein-Westfalen festgelegt und von den Lebensmittelkontrolleuren der örtlichen Lebensmittelüberwachung jeweils vor Ort gezogen. Träger der Anstalt sind das Land Nordrhein-Westfalen, die kreisfreie Stadt Bielefeld und die 6 Kreise des Regierungsbezirks Detmold: Kreis Gütersloh, Kreis Herford, Kreis Höxter, Kreis Lippe, Kreis Minden-Lübbecke und Kreis Paderborn.

## Entstehung
Das CVUA OWL ist das erste der geplanten vier integrierten Landesuntersuchungsämter in Nordrhein-Westfalen. Die drei vorherigen städtischen Einrichtungen (Chemisches Untersuchungsamt der Stadt Bielefeld, Chemisches und Lebensmitteluntersuchungsamt des Kreises Paderborn, Staatliches Veterinäruntersuchungsamt Detmold) wurden im Rahmen eines Pilotprojektes in das CVUA OWL übergeleitet. Damit wurden die Grundlagen für die Überleitungen der anderen Untersuchungsämter in NRW in integrierte Untersuchungsämter gelegt. Am 12. Mai 2011 wurde ein 12 Mio. € teurer Neubau als zentraler Standort in Detmold eingeweiht.

## Einzugsgebiet
Das CVUA Ostwestfalen-Lippe ist für den Regierungsbezirk Detmold mit insgesamt etwa 2 Millionen Einwohnern zuständig und umfasst damit die Gebiete der Trägerkommunen.

## Veröffentlichungen
In seinen Jahresberichten stellt das CVUA OWL ausgewählte Ergebnisse seiner Arbeit vor.